# Gelatiklostret
Gelatiklostret (Jungfruns kloster) nära Kutaisi i regionen Imereti, Västra Georgien. Tillsammans med Bagratikatedralen är klostret sedan 1994 ett världsarv.

## Historia
Gelatiklostret grundades av den georgiske kungen David IV Byggaren (1089-1125) år 1106. Under lång tid var klostret ett av de viktigaste kulturella upplysningscentren i gamla Georgien. Det hade en akademi som anställde de mest hyllade Georgiska vetenskapsmännen, teologerna och filosofna, varav flera av dem tidigare varit aktiva i olika ortodoxa kloster utomlands eller vid Manganakademin i Konstantinopel. Bland vetenskapsmännen fanns bland annat Ioann Petritsi och Arsen Ikaltoeli.
Tack vare ett omfattande upplysningsarbete genomfört av Gelatiakademin, kom folk så småningom att kalla det för "Ett nytt Hellas" och "Ett andra Athos".
Gelatiklostret har ett stort antal välbevarade muralmålningar och manuskript som skapats mellan 1100- och 1600-talet. 
I Gelati ligger en av de största georgiska kungarna, David Byggaren (georgiska: Davit Agmashenebeli) begraven.

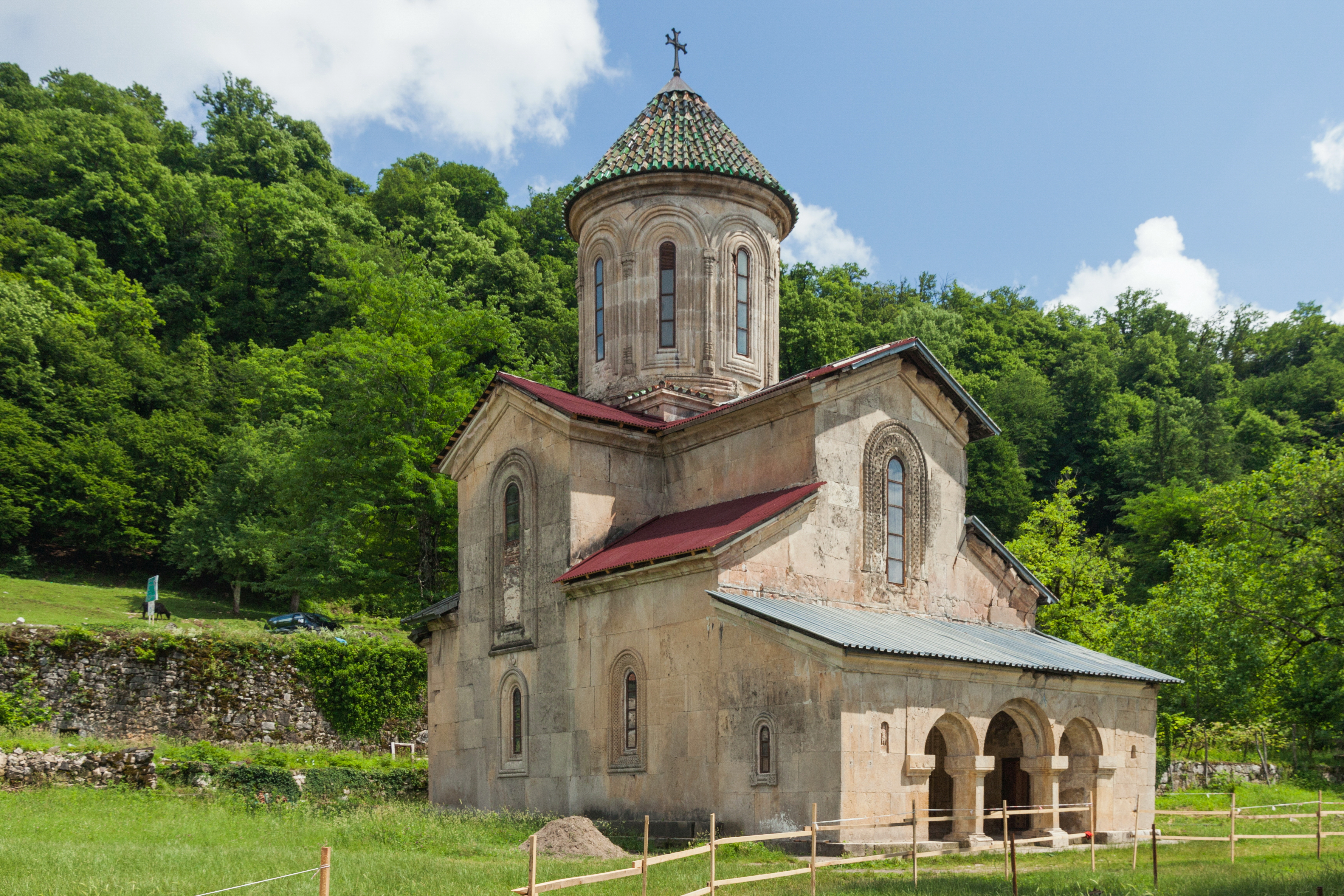
St. George church
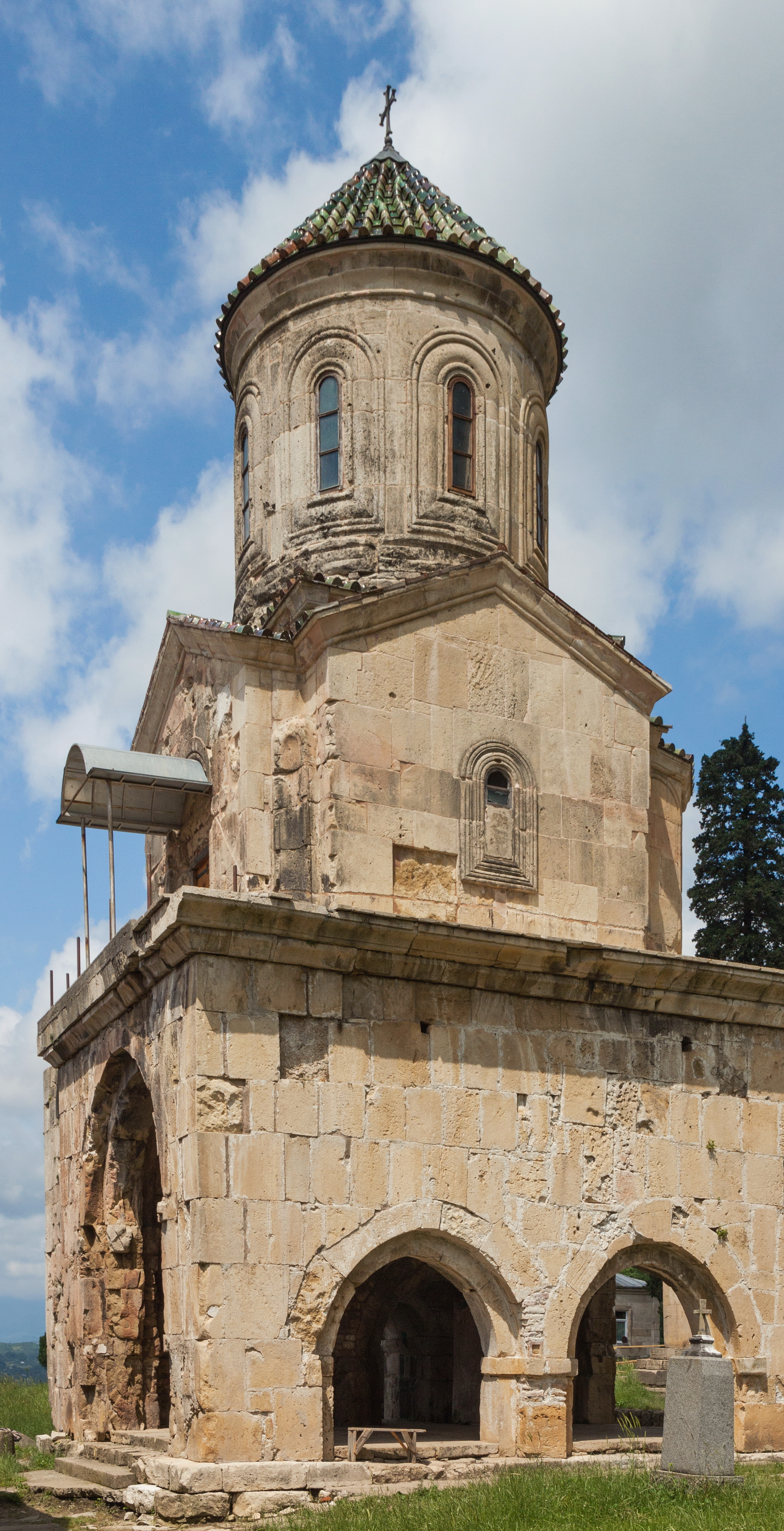
St. Nicholas church
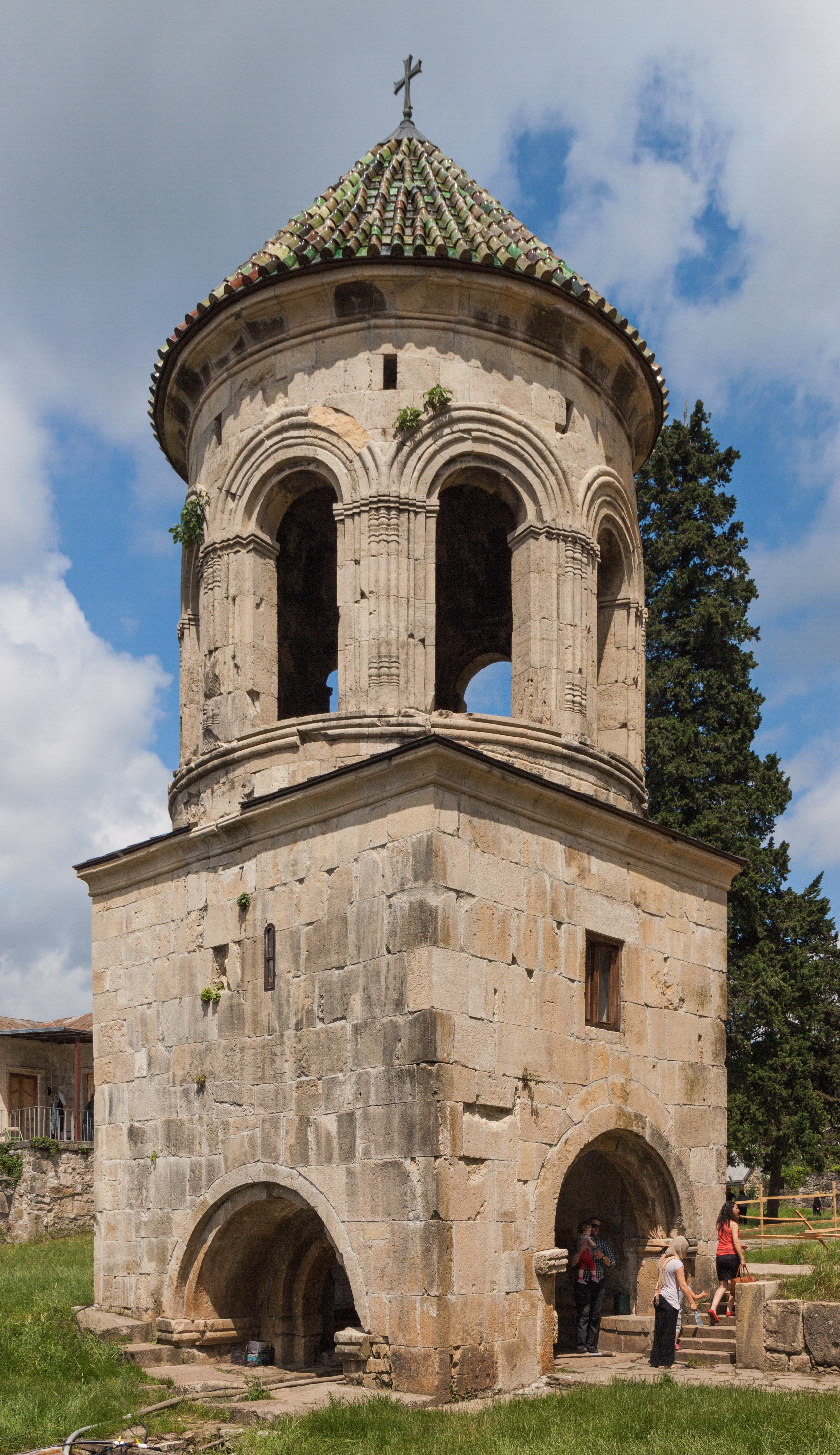
Belfry
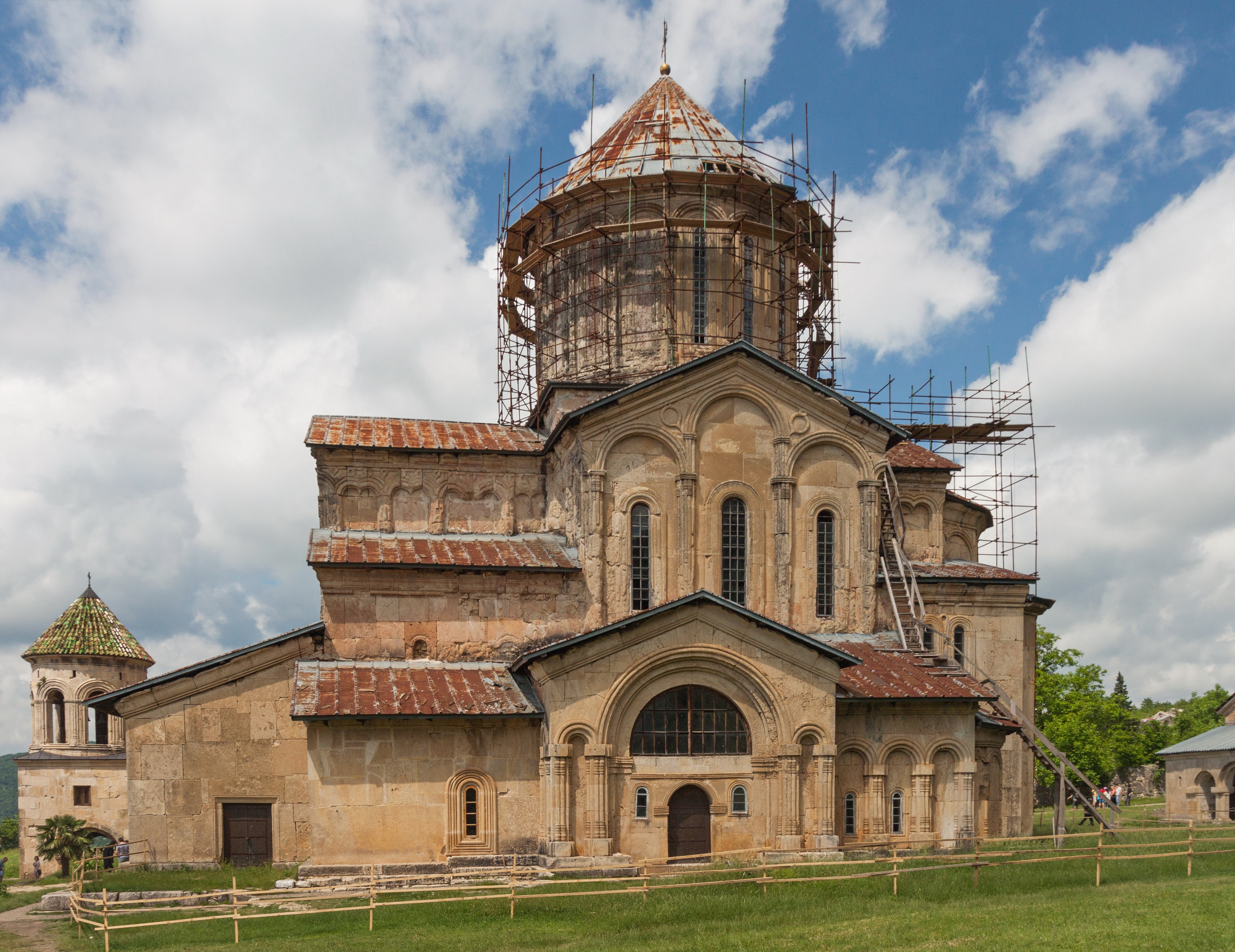
Cathedral of the Nativity of the Virgin
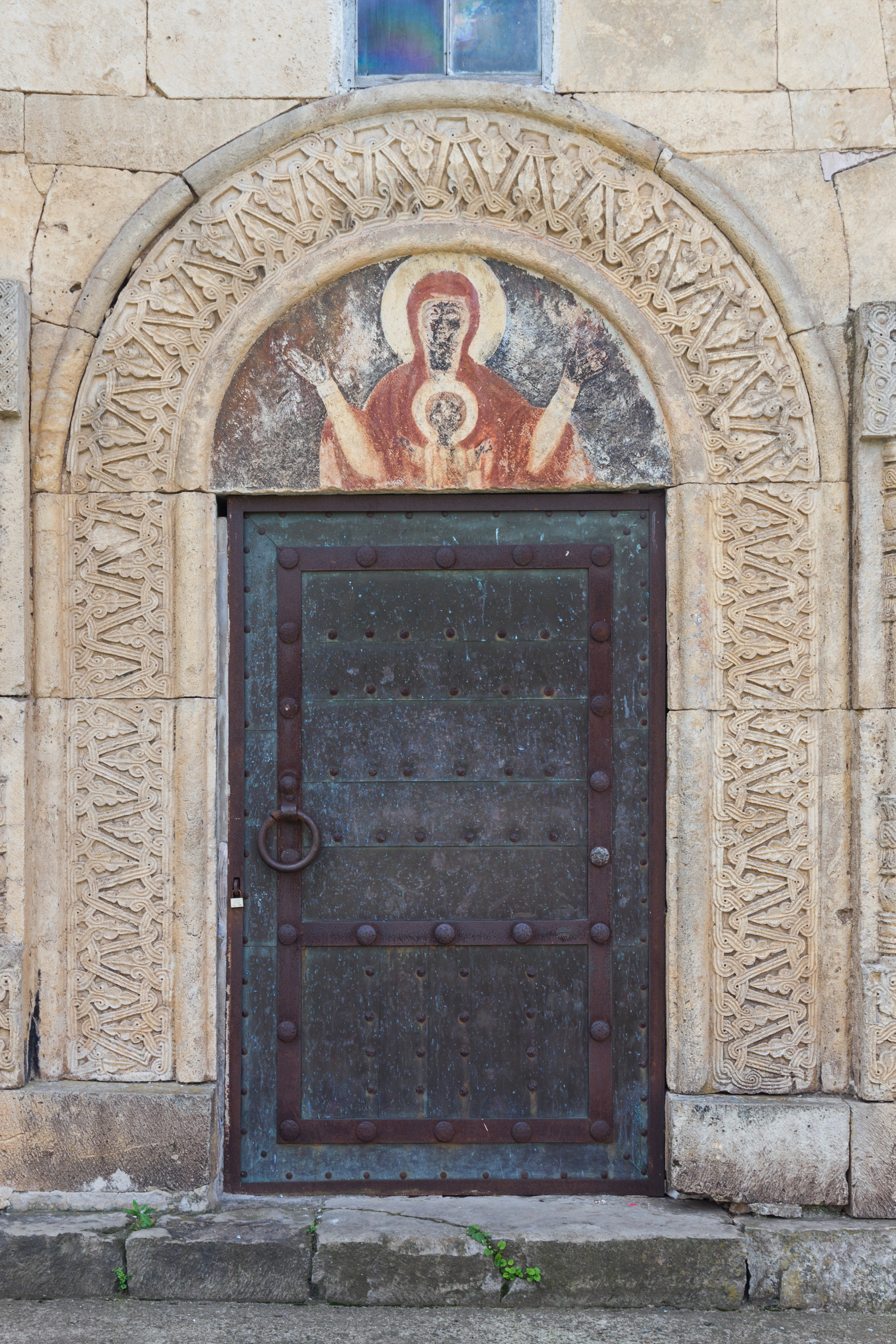
Portal in the cathedral
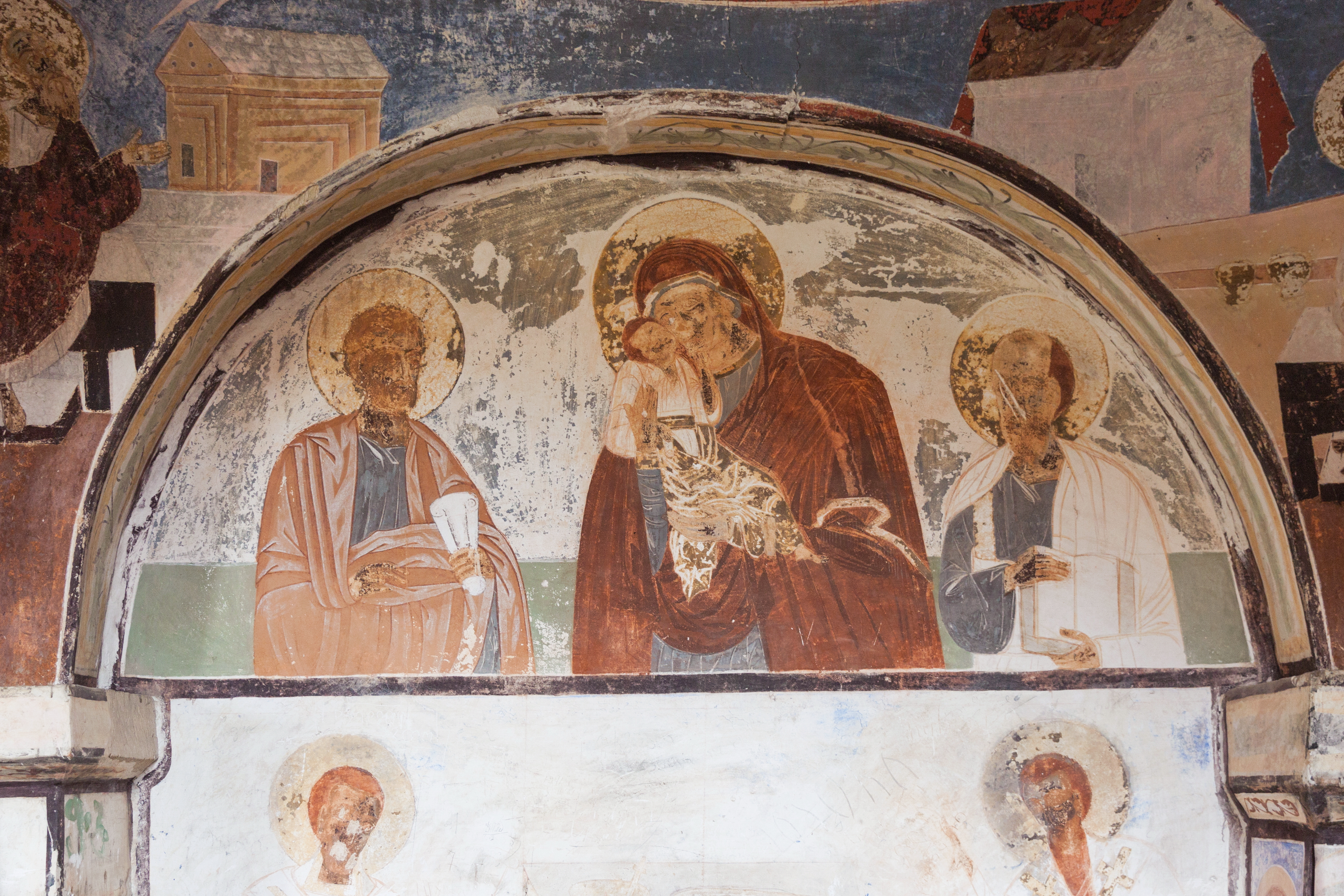
Frescoes in the cathedral
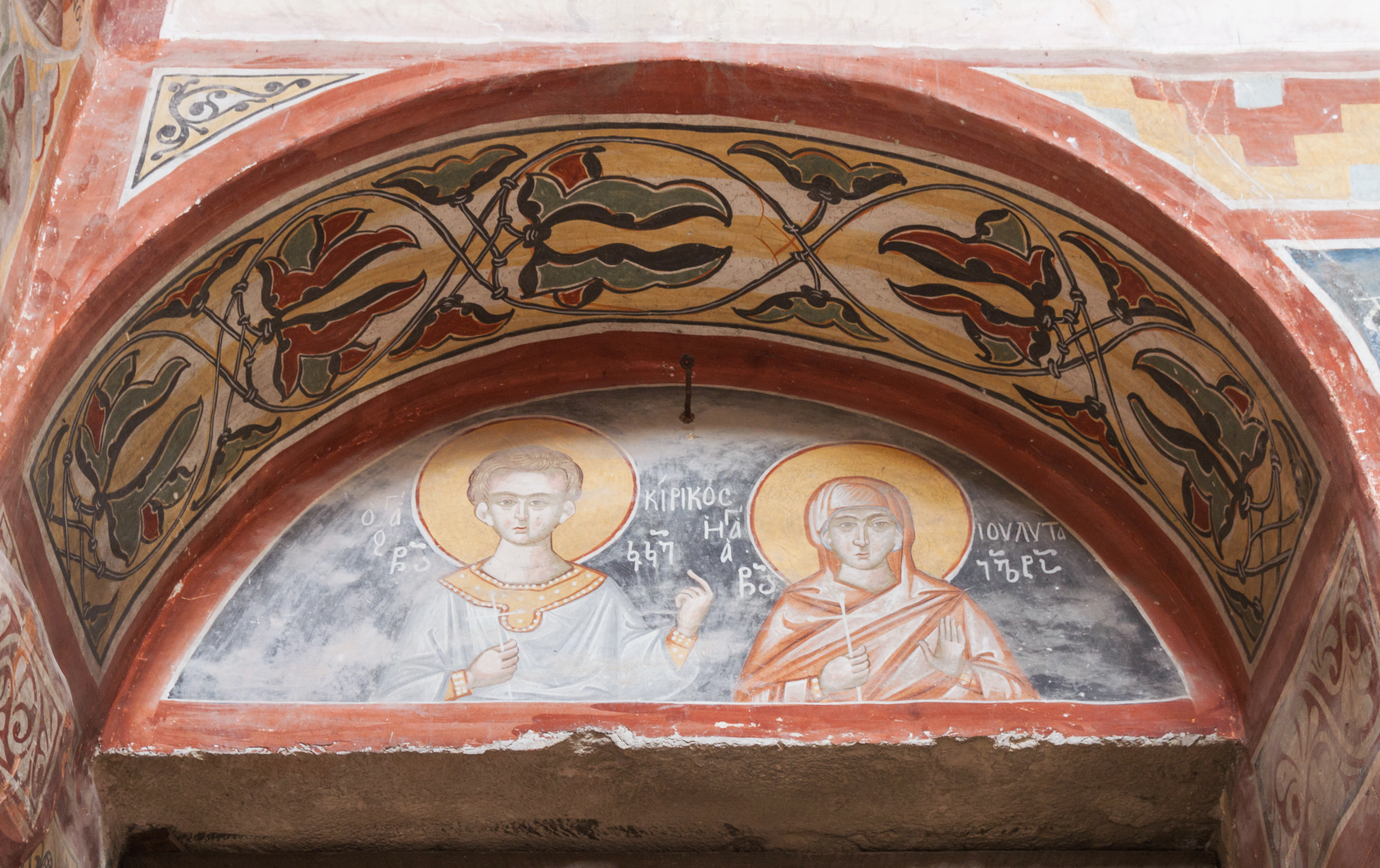
Frescoes in the cathedral